# Millen Range
Die Millen Range ist ein markanter Gebirgszug in den Victory Mountains des ostantarktischen Viktorialands. Die Range verläuft in nordwest-südöstlicher Richtung westlich der Cartographers Range. Zu ihren Erhebungen gehören der Inferno Peak, der Omega Peak, der Le Couteur Peak, der Head Peak der Cirque Peak, der Gless Peak, der Turret Peak, der Crosscut Peak und Mount Aorangi.
Mitglieder der New Zealand Federated Mountain Clubs Antarctic Expedition (1962–1963) benannten sie nach ihrem Expeditionsleiter John M. Millen.